# Ros Casares Valencia
Ros Casares Valencia – hiszpański klub koszykarski kobiet, powstały w 1996 z siedzibą w Walencji, a rozwiązany w 2012 z powodu problemów finansowych.
Klub występował w rozgrywkach Liga Femenina de Baloncesto, a także w Eurolidze.

## Sukcesy
- Mistrzostwa Hiszpanii:
  -  2001, 2002, 2004, 2007, 2008, 2009, 2010, 2012
  -  2003, 2005, 2011

- Puchar Królowej
  -  2002, 2003, 2004, 2007, 2008, 2009, 2010

- Euroliga:
  -  2012